# Trinidad (Texas)
Trinidad es una ciudad ubicada en el condado de Henderson en el estado estadounidense de Texas. En el Censo de 2010 tenía una población de 886 habitantes y una densidad poblacional de 22,62 personas por km².

## Geografía
Trinidad se encuentra ubicada en las coordenadas 32°9′38″N 96°6′37″O / 32.16056, -96.11028. Según la Oficina del Censo de los Estados Unidos, Trinidad tiene una superficie total de 39.17 km², de la cual 38.6 km² corresponden a tierra firme y (1.47%) 0.57 km² es agua.

## Demografía
Según el censo de 2010, había 886 personas residiendo en Trinidad. La densidad de población era de 22,62 hab./km². De los 886 habitantes, Trinidad estaba compuesto por el 77.99% blancos, el 15.91% eran afroamericanos, el 0.79% eran amerindios, el 0% eran asiáticos, el 0% eran isleños del Pacífico, el 2.71% eran de otras razas y el 2.6% pertenecían a dos o más razas. Del total de la población el 5.42% eran hispanos o latinos de cualquier raza.